# Batalha de Campo de Alvares
A Batalha dos Campos de Álvarez (Chamado como Combate de Campo de Álvarez em países hispanofalantes) foi uma batalha da chamada Guerra do Prata onde as tropas da Confederação Argentina e do Partido Federal, lideradas por Hilario Lagos enfrentaram as tropas do chamado Ejército Grande, lideradas por Juan Pablo López e Miguel Galarza, em um local conhecido como Campos de Álvarez, que localiza-se cercado por rios. 
A batalha ocorreu após a tomada das posições confederadas no Rio Paraná, que ajudou no desembarque de tropas do Ejército Grande, que estavam embarcados em navios da armada imperial brasileira, liderada pelo almirante John Pascoe Grenfell. 
Lagos tinha o objetivo de encontrar suas tropas com o exército do general Ángel Pacheco, porém, Pacheco não se encontrava no local. 
Esta batalha, apesar de pequena, foi bastante importante para o avanço aliado, já que ela foi uma das responsáveis de encaminhar as tropas lideradas por Urquiza para Monte Caseros, onde ocorreria a Batalha de Monte Caseros, a maior e mais importante batalha da guerra. 